# Linea A (metropolitana di Rennes)
La linea A è una linea della metropolitana di Rennes che attraversa la città da nord-ovest, con capolinea a J.F. Kennedy, a sud-est, attestandosi al capolinea di La Poterie.
La linea utilizza la tecnologia dei veicoli automatici leggeri (VAL). Appena entrata in funzione, la linea ha riscosso un grande successo, raggiungendo i 145.000 viaggi al giorno nel 2022.
La linea è lunga 9,4 km, di cui 8,56 km in superficie e 7,6 km sottoterra, e ha 15 stazioni. Dalla sua inaugurazione, il materiale rotabile è composto esclusivamente da VAL 208.

## Storia
Sebbene si parlasse a Rennes della costruzione di una metropolitana dalla fine degli anni sessanta, il consiglio comunale locale approvò la costruzione della linea il 25 ottobre 1989, mentre il tracciato venne ufficializzato il 29 novembre 1990. I lavori di costruzione iniziarono l'8 gennaio 1997; è stata inaugurata il 15 marzo 2002. Tra il 2002 e il 2008, Rennes è stata la più piccola città al mondo a disporre di una linea metropolitana.